# 罗伯托·阿科内罗

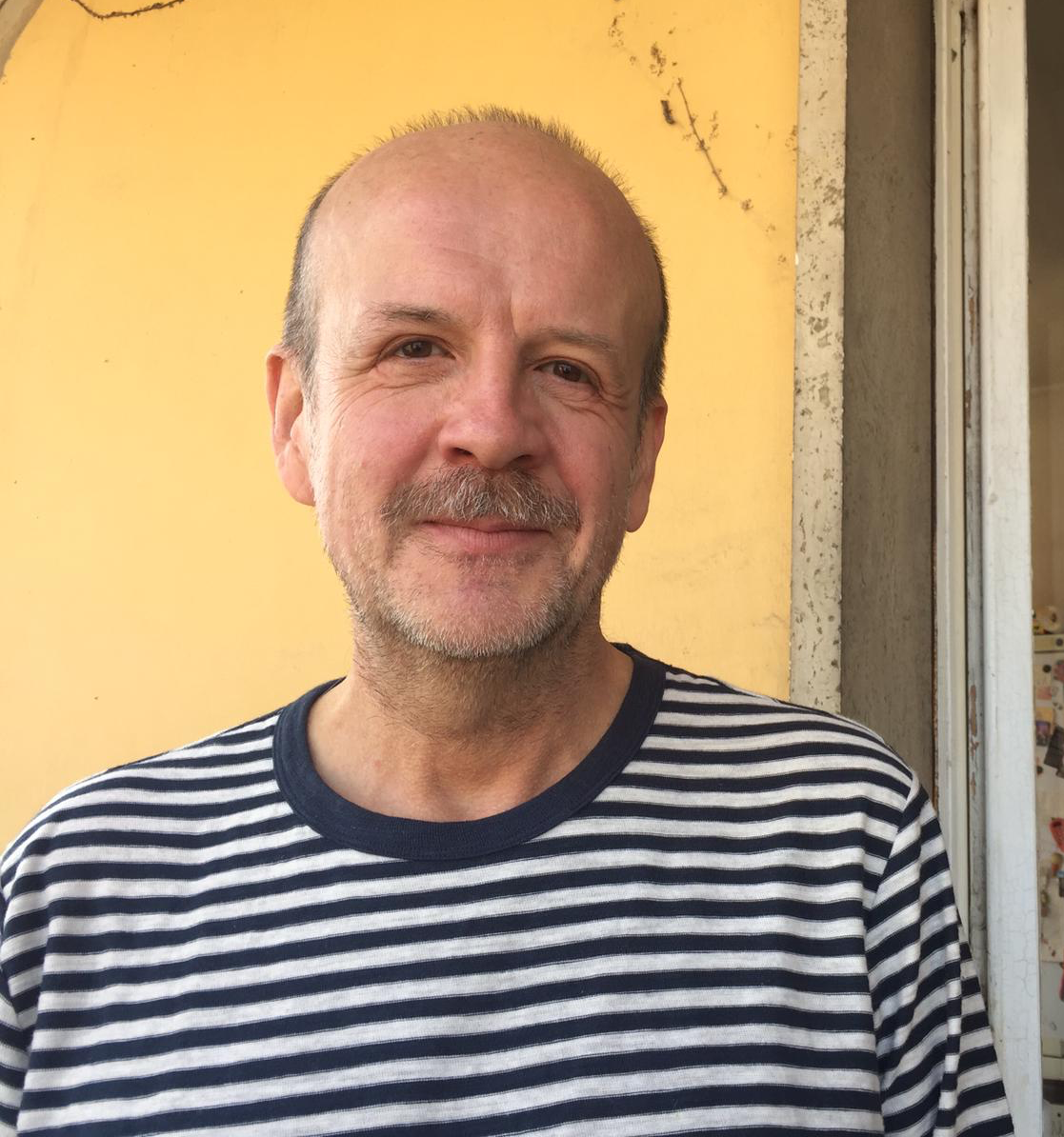

罗伯托·阿科内罗（英語：Roberto Accornero，1957年3月9日—）是意大利一名電視電影演員和配音員。他曾在迷你劇《若望二十三世：和平教宗》中扮演安傑洛·戴爾阿誇以及在《伊尔·马雷斯西亚洛·罗卡》中扮演阿洛伊西（Aloisi）上尉。

## 外部連結
- 罗伯托·阿科内罗在互联网电影资料库（IMDb）上的資料（英文）